# Nicolás Brussino
Nicolás Brussino, né le 2 mars 1993, à Cañada de Gómez, en Argentine, est un joueur de basket-ball argentin possédant également la nationalité italienne. Il évolue au poste d'ailier.

## Biographie
En juillet 2021, Brussino quitte Saragosse et revient pour deux saisons au CB Gran Canaria.

## Palmarès
- Finaliste du championnat des Amériques 2015 et 2017.
- Finaliste du Championnat d'Amérique du Sud 2014
- Champion d'Argentine en 2013.
- Finaliste de la Coupe du monde 2019
- Vainqueur du championnat des Amériques 2022
- Vainqueur de l'EuroCoupe 2022-2023 avec le CB Gran Canaria

## Salaires
| Saison    | Equipe          | Salaire     |
| --------- | --------------- | ----------- |
| 2017-2018 | Hawks d'Atlanta | 1 312 611 $ |